# Reichsgau Wartheland
O Reichsgau Wartheland (inicialmente Reichsgau Posen, também: Warthegau) foi um Reichsgau alemão nazista formado a partir de partes do território polonês anexado em 1939 durante a Segunda Guerra Mundial. Compreendia a região da Grande Polônia e áreas adjacentes. Partes de Warthegau combinavam com a província prussiana pré-Versalhes de Posen, de nome semelhante. O nome foi inicialmente derivado da capital, Posen (Poznań), e mais tarde do rio principal, Warthe (Warta).
Durante as Partições da Polônia de 1793, a maior parte da área foi anexada pelo Reino da Prússia até 1807 como Prússia do Sul. De 1815 a 1849, o território estava dentro do Grão-Ducado autônomo de Posen, que era a Província de Posen até a Polônia ser restabelecida em 1918-1919 após a Primeira Guerra Mundial. A área é atualmente a voivodia da Grande Polônia.

## Invasão e ocupação da Polônia

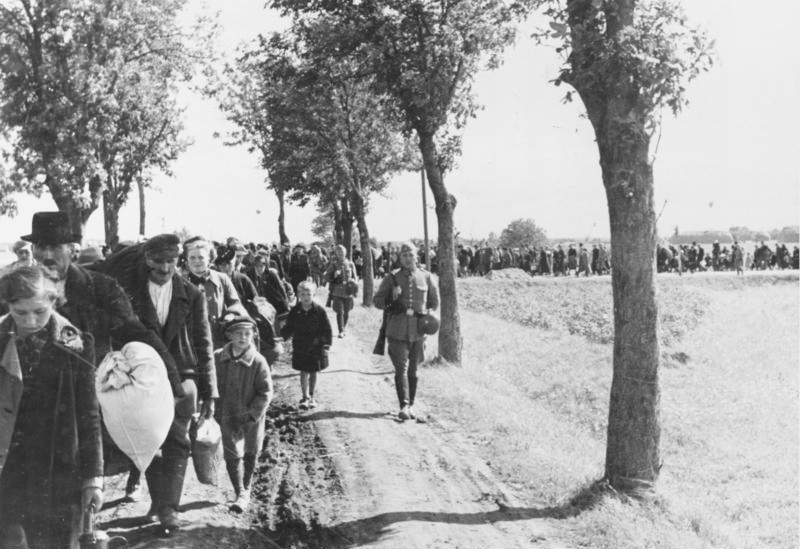
Poloneses sendo levados a trens sob escolta do exército alemão, como parte da limpeza étnica da Polônia ocidental anexada ao Reich imediatamente após a invasão de 1939

Após a invasão da Polônia, o território conquistado da Grande Polônia foi dividido entre quatro Reichsgaue e a área do Governo Geral (mais a leste). O Militärbezirk Posen foi criado em setembro de 1939 e em 8 de outubro de 1939 anexado pela Alemanha. Foi nomeado o Reichsgau Posen, e o SS Obergruppenfuhrer Arthur Greiser foi nomeado Gauleiter em 21 de outubro. Ele permaneceria no cargo até o final da guerra. Reichsgau Posen foi renomeado Reichsgau Wartheland em 29 de janeiro de 1940.
A Wehrmacht estabeleceu ali a Wehrkreis XXI, com sede em Poznań, sob o comando do General der Artillerie Walter Petzel. Sua unidade operacional primária foi o 48º Panzer Korps, cobrindo os chamados Militärische Unterregion-Hauptsitze incluindo Posen (Poznań), Lissa (Leszno), Hohensalza (Inowrocław), Leslau (Włocławek), Kalisch (Kalisz) e Litzmannstadt (Łódź). Manteve áreas de treinamento em Sieradz e Biedrusko .
O território era habitado predominantemente por poloneses étnicos com uma minoria alemã de 16,7% em 1921, e judeus poloneses, a maioria dos quais foram presos no gueto de Łódź eventualmente, e exterminados no campo de extermínio de Chełmno (Vernichtungslager Kulmhof) nos próximos dois anos.

## Características

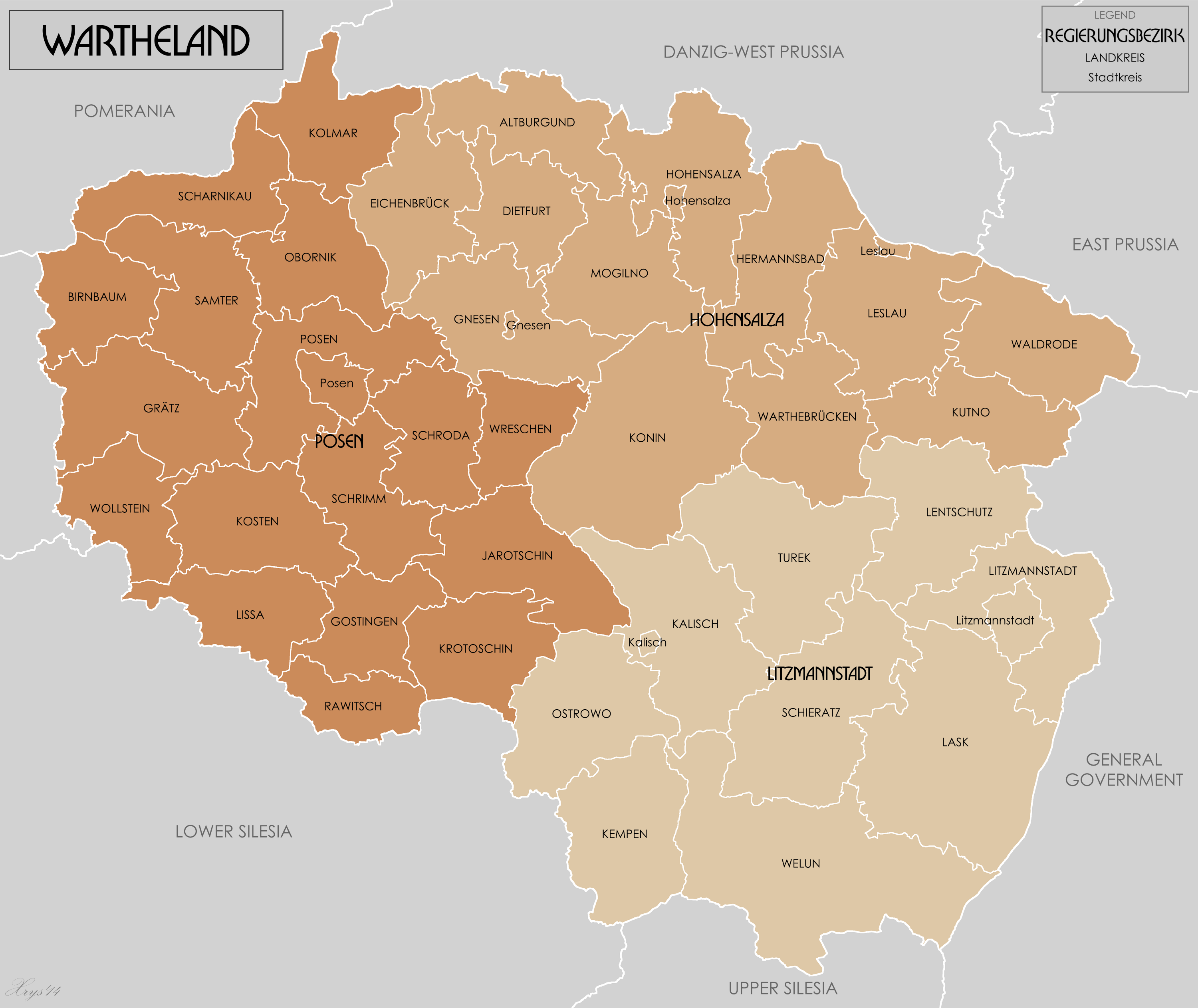
Condados (Regierungsbezirk) e distritos (Kreis), 1944

O Gauleiter e Reichsstatthalter de Reichsgau Wartheland , nascido Arthur Greiser, embarcou em um programa de remoção completa da antiga cidadania polonesa após sua nomeação por Heinrich Himmler. O plano também envolvia o reassentamento de alemães étnicos do Báltico e de outras regiões em fazendas e casas anteriormente pertencentes a poloneses e judeus. Ele também autorizou a operação clandestina de extermínio de 100 mil judeus poloneses (cerca de um terço da população judaica total de Wartheland), no processo de completa "Germanização". No primeiro ano da Segunda Guerra Mundial, cerca de 630 mil poloneses e judeus foram removidos à força de Wartheland e transportados para o Governo Geral ocupado (mais de 70 mil apenas de Poznań) em uma série de operações chamadas Kleine Planung cobrindo a maioria dos territórios poloneses anexados pela Alemanha mais ou menos na mesma época, tanto poloneses quanto judeus tiveram suas propriedades confiscadas.
No final de 1940, cerca de 325.000 poloneses e judeus da Wartheland e do Corredor Polonês foram expulsos para o Governo Geral, muitas vezes forçados a abandonar a maioria de seus pertences. As fatalidades foram numerosas. Em 1941, os nazistas expulsaram mais 45 mil pessoas e, a partir do outono daquele ano, começaram a matar judeus a tiros e em caminhões de gás, primeiro de forma espasmódica e experimental. Reichsgau Wartheland tinha a população de 4.693.700 em 1941. Greiser escreveu em novembro de 1942: "Eu mesmo não acredito que o Führer precise ser questionado novamente sobre este assunto, especialmente porque em nossa última discussão sobre os judeus ele disse me que eu poderia proceder com estes de acordo com meu próprio julgamento".

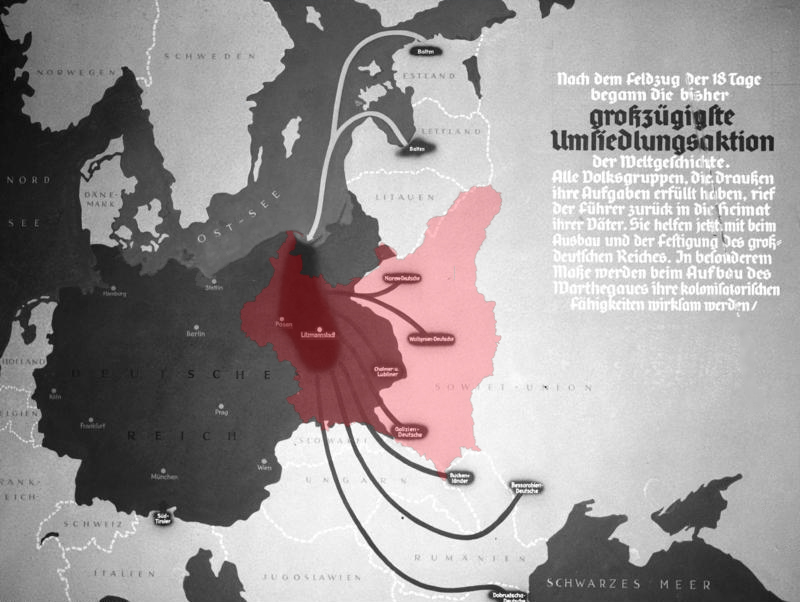
Heim ins Reich reassentamento em Warthegau. Mapa do Terceiro Reich em 1939 (cinza escuro) após a conquista da Polônia; com bolsões de colonos alemães trazidos para Reichsgau Wartheland da "esfera de influência" soviética - sobrepostos com o contorno vermelho da Polônia ausente inteiramente da impressão original.

## Fim da guerra
Em 1945, quase meio milhão de Volksdeutsche germânicos haviam sido reassentados apenas no Warthegau, entre as áreas anexadas pela Alemanha nazista, enquanto as forças soviéticas começavam a empurrar as forças nazistas em retirada pelas terras polonesas. A maioria dos residentes alemães, juntamente com mais de um milhão de colonos, fugiu para o oeste. Alguns não o fizeram, devido a restrições do próprio governo da Alemanha e do rápido avanço do Exército Vermelho. Estima-se que 50 mil refugiados morreram nas severas condições de inverno, outros como atrocidades de guerra cometidas pelos militares soviéticos. A população etnicamente alemã remanescente foi expulsa para a nova Alemanha depois que a guerra terminou.